# Tidzi (ort)
Tidzi är en ort i Marocko.   Den ligger i regionen Drâa-Tafilalet, 300 km söder om huvudstaden Rabat.